# Менендес, Тимотео
Тимотео Менендес (исп. Timoteo Menendez ; 1790, Ауачапан, Генерал-капитанство Гватемала в составе Испанской империи — около 1845) — политик Соединённых провинций Центральной Америки, сальвадорский государственный деятель. Верховный правитель штата Сальвадор (с 23 мая по 7 июня 1837 года и с 6 января 1838 по 23 мая 1839 года)

## Биография
Принял пост Верховного правителя штата Сальвадор в 1837 году у Диего Вихиля, в период когда в Сальвадоре продолжалась эпидемия холеры, распространенная паломниками возвращающимися из Эскипуласа, борьба с которой полностью истощила государственную казну. Пробыл в должности чуть более двух недель.
Продолжал борьбу с эпидемией холеры, поразившей страну. Воевал с коренными жителями–повстанцами, подавил восстание индейцев в Сакатеколука и Кохутепеке, которые напали на гарнизон Сан-Висенте, отметив конституционные гарантии в департаментах Кускатлан и Сан-Висенте.
Во второй раз пришёл к власти 6 января 1838 года.
После распада Соединенных провинций Центральной Америки и отделения Гватемалы в составе Федерации осталась одна провинция — Сальвадор. В течение второго периода правления Менендеса в Сальвадор произошло вторжение гватемальских войск под командованием генерала Рафаэля Карреры, провозгласившим Гватемалу суверенным государством. Его войска захватили города Санта-Ана и Ахуачапан, после чего совершили зверские расправы над проигравшими сражение. Либеральный генерал Франсиско Морасан одержал победу над Каррерой при Чикимуле, взяв пленных и захватив военную технику.
23 февраля 1839 года войска коалиционных сил Гондураса и Никарагуа вторглись в Сальвадор. Менендес присвоил Франсиско Морасану звание генерал-майора сальвадорской армии. 6 апреля 1839 года генерал разбил силы вторжения в битве при Эспириту-Санто.
Ушёл в отставку 23 мая 1839.